# Прем'єр-ліга (Намібія)
Прем'єр-ліга (Намібія) (англ. Namibia Premier League) — змагання з футболу з-поміж клубів Намібії, в ході якого визначається чемпіон країни й представники міжнародних клубних змагань.

## Історія
Спроби утворити футбольні клубу та перші футбольні організації були ще в період з 1911 по 1914 років, але ці спроби були невдалими та не мали суттєвого впливу для розвитку футболу в Намібії.
Спільні змагання для футболістів, які представляли біле та чорне населення, через існування режиму апартеїду, почали проводитися тільки з 1977 року. До цього проходили парлельно два змагання, Біла ліга та південноафриканська Футбольна Прем'єр-Ліга. Тільки з 1990 року клуби з Намібії почали виступати у власному національному чемпіонаті.

## Формат
В 1985 році, призаснування ліги, в чемпіонаті виступало 12 клубів, а з 2005 року — 16.
Турнір проходить в два кола, протягом яких кожна команда-учасниця чемпіонату зіграє 30 матчів, тобто з кожною з команд-суперниць зустрінеться двічі, вдома та на виїзді.
Команда, яка посідає перше місце в кінці другого кола чемпіонату, стає переможцем Чемпіонату Намібії з футболу. Дві найгірші команди, за підсумками чемпіонату, вибувають до Першого дивізіону Чемпіонату Намібії з футболу.
Переможець національного чемпіонату отримує приз в розмірі 1 мільйона намібських доларів, а також отримує право представляти Намібію в Лізі чемпіонів КАФ.

## Переможці
Національна Футбольна Ліга Намібії
- 1985 : Тайгерс (Віндгук)
- 1986 : Челсі (Грутфонтейн)
- 1987 : Блек Африка (Віндгук)
- 1988 : Блу Вотерс (Волфіш-Бей)
- 1989 : Блек Африка (Віндгук)
- 1990 : Орландо Пайретс (Віндгук)

Після здобуття незалежності
- 1991 : Ілевен Арроуз (Волфіш-Бей)
- 1992 : Рамблерс (Віндгук)
- 1993 : Чіф Сантос (Цумеб)
- 1994 : Блек Африка (Віндгук)
- 1995 : Блек Африка (Віндгук)
- 1996 : Блу Вотерс (Волфіш-Бей)
- 1997 : не відбувся
- 1998 : Блек Африка (Віндгук)
- 1999 : Блек Африка (Віндгук)
- 2000 : Блу Вотерс (Волфіш-Бей)
- 2001–02 : Ліверпуль (Окаханджа)
- 2002–03 : Чіф Сантос (Цумеб)
- 2003–04 : Блу Вотерс (Волфіш-Бей)
- 2004–05 : Сівікш (Віндгук)
- 2005–06 : Сівікш (Віндгук)
- 2006–07 : Сівікш (Віндгук)
- 2007–08 : Орландо Пайретс (Віндгук)
- 2008–09 : Африканс старз (Віндгук)
- 2009–10 : Африканс старз (Віндгук)
- 2010–11 : Блек Африка (Віндгук)
- 2011–12 : Блек Африка (Віндгук)
- 2012–13 : Блек Африка (Віндгук)
- 2013–14 : Блек Африка (Віндгук)
- 2014–15 : Африканс старз (Віндгук)

## Команди-учасниці сезону 2015/16
- Африканс старз (Віндгук)
- Блек Африка (Віндгук)
- Блу Вотерс (Волфіш-Бей)
- Сітізенс (Віндгук)
- Ілевен Арроуз (Волфіш-Бей)
- Сівікш (Віндгук)
- Фламінгос (Рехобот)
- Спортінг Жулінью (Рунду)
- Мігхті Ганнерз (Очиваронго)
- Орландо Пайретс (Віндгук)
- Рунду Чіфс (Рунду)
- Тура Меджик (Віндгук)
- ЮНАМ (Віндгук)
- Юнайтед Африка Тайгерс (Віндгук)
- Юнайтед Старз (Рунду)
- Янг Чіфс (Ошакаті)

## Найтитулованіші клуби турніру
| Клуб                | Титулів |
| ------------------- | ------- |
| Блек Африка         | 10      |
| Блу Вотерс          | 4       |
| Африканс старз      | 3       |
| Сівікш              | 3       |
| Чіф Сантос          | 2       |
| Орландо Пайретс     | 2       |
| Челсі (Грутфонтейн) | 1       |
| Ілевен Арроуз       | 1       |
| Ліверпуль           | 1       |
| Рамблерс            | 1       |
| Тайгерс (Віндгук)   | 1       |

## Найкращі бомбардири чемпіонату
| Рік     | Найкращий бомбардир         | Клуб                 | Голів |
| 2001–02 | Вільям Чілуфія              | Ліверпуль            | 27    |
| 2003–04 | Коста Хайсеб                | Рамблерс             | 29    |
| 2004–05 | Арманду Педру               | Блу Вотерс           | 23    |
| 2005–06 | Хайнріх Ісаакс              | Сівікш               | 20    |
| 2006–07 | Вільям Чілуфія              | Сівікш               | 17    |
| 2007–08 | Пінеас Джейкоб              | Рамблерс             | 12    |
| 2008–09 | Жером Льюіс                 | Блек Африка          | 22    |
| 2009–10 | Жером Льюіс                 | Блек Африка          | 17    |
| 2010–11 | Харольд Очуруб              | Мігхті Ганнерз       | 12    |
| 2011–12 | Жером Льюіс Річард Кавенджи | Блек Африка Хотспарс | 12    |
| 2012–13 | Хендрік Сомаіб              | Блу Вотерс           | 17    |